# Rich Swann
Richard Allen Swann (Baltimore (Maryland), 15 februari 1991), beter bekend als Rich Swann, is Amerikaans professioneel worstelaar die sinds 2018 actief is Impact Wrestling. Swann is best bekend van zijn tijd bij WWE. Hij is een voormalige WWE Cruiserweight Champion.
Swann begon zijn carrière op 14-jarige leeftijd. Hij debuteerde in 2008. Hij heeft in het begin gewerkt in het onafhankelijke worstelcircuit. Hij kwam onder meer uit voor Full Impact Pro (FIP), Evolve, Pro Wrestling Guerrilla (PWG), Chikara, Combat Zone Wrestling (CZW), Dragon Gate en Major League Wrestling (MLW). Daar heeft hij talloze kampioenschappen aan zijn prijzenkast toegevoegd.
In 2018 ondertekende Swann een contract met Impact Wrestling. Bij het evenement Impact Wrestling Homecoming, won hij zijn eerste titel, het Impact X Division Championship. Daarna won hij het Impact World Championship bij het evenement Bound for Glory in 2020.Tevens is hij een voormalige IMPACT Digital Media Champion, die hij won bij het evenement Slammiversary in juni 2022. Swann werd de tweede Afro-Amerikaan die het Impact World Championship hield (na Bobby Lashley) en de derde Afro-Amerikaanse wereldkampioen in de geschiedenis van het bedrijf na Ron Killings en Bobby Lashley

## Andere media
Swann maakte zijn eerste en enige verschijning als speelbaar personage in de videogame WWE 2K18.

## Privé
Swann trouwde in maart 2017 met zijn vriendin jaar, Vannarah Riggs, een professionele worstelaar beter bekend als Su Yung.
Op 30 december 2021 maakte Riggs bekend dat ze zwanger was van hun eerste kind. Hun zoon werd geboren in februari 2022.

## Prestaties
- Dragon Gate
  - Open the Owarai Gate Championship (1 keer)[9]
  - Open the Triangle Gate Championship (1 keer) – met Naruki Doi & Shachihoko Boy[9]
- Evolve Wrestling
  - Open the United Gate Championship (1 keer) – met Johnny Gargano[9]
- Full Impact Pro
  - FIP Tag Team Championship (1 keer) – met Roderick Strong[9]
  - FIP World Heavyweight Championship (2 keer)[9]
  - Florida Rumble (2014) – met Caleb Konley
- Impact Wrestling
  - Impact Digital Media Championship (1 keer)[9]
  - Impact World Championship (1 keer)[9]
  - Impact X Division Championship (1 keer)[9]
  - TNA World Heavyweight Championship (1 keer, laatste)[9]
  - Impact Year End Awards (2 keer)
    - X Division Star of the Year (2019)[10]
    - Match of the Year (2020) vs. Eddie Edwards vs. Ace Austin vs. Trey vs. Eric Young bij Slammiversary[11]
- NWA Florida Underground Wrestling/NWA Signature Pro
  - FUW Flash Championship (1 keer)[9]
- Pro Wrestling Illustrated
  - Gerangschikt op #10 van de top 500 singles worstelaars in de PWI 500 in 2021[12]
- Real Championship Wrestling
  - RCW Cruiserweight Championship (1 keer)[9]
- Revolution Pro Wrestling
  - Undisputed British Tag Team Championship (1 keer) – met Ricochet[9]
- SoCal Uncensored
  - Match of the Year (2013) met Ricochet vs. DojoBros (Eddie Edwards & Roderick Strong) en The Young Bucks (Matt & Nick Jackson) op 9 augustus 2013[13]
- The Wrestling Revolver
  - REVOLVER Championship (1 keer)[9]
  - PWR Scramble Championship (1 keer)[9]
  - PWR Tag Team Championship (1 keer) - met Jason Cade[9]
- WWE
  - WWE Cruiserweight Championship (1 keer)[9]